# Tinea barbae

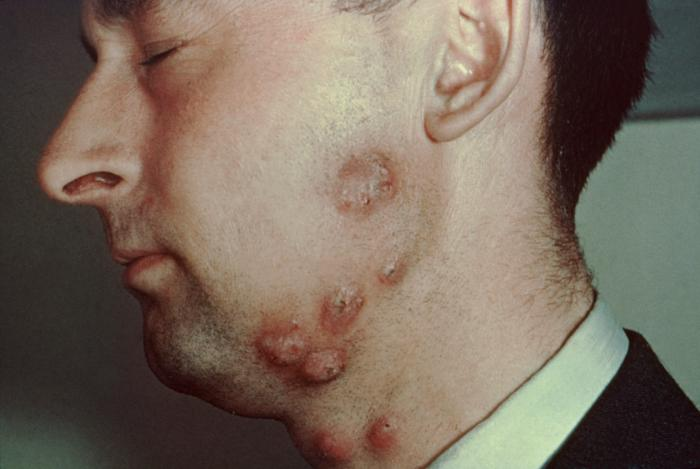
Tinea barbae

Tinea barbae (Synonyme: Bartmykose, Bartflechte, Bart-Trichophytie, Sycosis parasitaria, Sycosis barbae, früher auch Mentagra) ist eine Dermatophytose des Gesichts im Bereich des Barthaars bei Männern. Krankheitsauslöser sind Dermatophyten, meist Trichophyton mentagrophytes (Hauptwirt Nagetiere) oder Trichophyton verrucosum (Hauptwirt Rinder), aber auch andere Trichophyton- und Microsporum-Arten. Die Infektion erfolgt meist durch Kontakt mit Tieren.
Die auch Sycosis simplex und Folliculitis barbae genannte, impetigoähnliche Pilzerkrankung zeigt sich normalerweise als rötliche, schuppige, runde Flecken, die in mit den Haarfollikeln verbundene furunkelartige Knötchen und Pusteln übergehen. Aus ihnen können sich durch Vereinigung auch größere Abszesse bilden. Die Barthaare des betroffenen Bereichs lassen sich meist leicht auszupfen. Eine Schwellung der regionären Lymphknoten und Fieber kann ebenfalls auftreten.
Die Behandlung erfolgt meist lokal und systemisch mit Antimykotika. Eine komplette Rasur ist zu empfehlen. Bei Nichtbehandlung heilt die Erkrankung meist auch spontan aus, allerdings unter Bildung haarloser Narben.